# Seznam medailistů na mistrovství světa – štafeta 4 × 100 m
Sprinterská štafeta je na programu mistrovství světa od roku 1983. Nejčastějšími vítězi jsou týmy USA.

## Štafeta 4 x 100 m

### Muži
| Rok     | Místo     | Zlato                                                                              | Výkon vítěze | Stříbro            | Bronz                 |
| ------- | --------- | ---------------------------------------------------------------------------------- | ------------ | ------------------ | --------------------- |
| MS 1983 | Helsinky  | USA Emmet King Willie Gault Calvin Smith Carl Lewis                                | 37,86        | Itálie             | SSSR                  |
| MS 1987 | Řím       | USA Lee McRae Lee McNeill Harvey Glance Carl Lewis                                 | 37,90        | SSSR               | Jamajka               |
| MS 1991 | Tokio     | USA Andre Cason Leroy Burrell Dennis Mitchell Carl Lewis                           | 37,50        | Francie            | Velká Británie        |
| MS 1993 | Stuttgart | USA Jon Drummond Andre Cason Dennis Mitchell Leroy Burrell                         | 37,40        | Velká Británie     | Kanada                |
| MS 1995 | Göteborg  | Kanada Robert Esmie Glenroy Gilbert Bruny Surin Donovan Bailey                     | 38,31        | Austrálie          | Itálie                |
| MS 1997 | Athény    | Kanada Robert Esmie Glenroy Gilbert Bruny Surin Donovan Bailey                     | 37,86        | Nigérie            | Velká Británie        |
| MS 1999 | Sevilla   | USA Jon Drummond Tim Montgomery Brian Lewis Maurice Greene                         | 37,59        | Velká Británie     | Nigérie               |
| MS 2001 | Edmonton  | JAR Morne Nagel Corne Du Plessis Lee-Roy Newton Mathew Quinn                       | 37,96        | Trinidad a Tobago  | Austrálie             |
| MS 2003 | Paříž     | USA John Capel Bernard Williams Darvis Patton Joshua J.Johnson                     | 38,06        | Velká Británie     | Brazílie              |
| MS 2005 | Helsinky  | Francie Ladji Doucouré Ronald Pognon Eddy de Lépine Lueyi Dovy                     | 38,08        | Trinidad a Tobago  | Velká Británie        |
| MS 2007 | Ósaka     | USA Darvis Patton Wallace Spearmon Tyson Gay Leroy Dixon                           | 37,78        | Jamajka            | Velká Británie        |
| MS 2009 | Berlín    | Jamajka Steve Mullings Michael Frater Usain Bolt Asafa Powell                      | 37,32        | Trinidad a Tobago  | Velká Británie        |
| MS 2011 | Tegu      | Jamajka Nesta Carter Michael Frater Yohan Blake Usain Bolt                         | 37,04 – RMS  | Francie            | Svatý Kryštof a Nevis |
| MS 2013 | Moskva    | Jamajka Nesta Carter Kemar Bailey-Cole Nickel Ashmeade Usain Bolt                  | 37,36        | USA                | Kanada                |
| MS 2015 | Peking    | Jamajka Nesta Carter Asafa Powell Nickel Ashmeade Usain Bolt                       | 37,36        | Čína               | Kanada                |
| MS 2017 | Londýn    | Spojené království Chijindu Ujah Adam Gemili Danny Talbot Nethaneel Mitchell-Blake | 37,47        | USA                | Japonsko              |
| MS 2019 | Dauhá     | USA Christian Coleman Justin Gatlin Michael Rodgers Noah Lyles Cravon Gillespie*   | 37,10        | Spojené království | Japonsko              |
| MS 2022 | Eugene    | Kanada Aaron Brown Jerome Blake Brendon Rodney Andre De Grasse                     | 37,48        | USA                | Spojené království    |
| MS 2023 | Budapešť  | USA Christian Coleman Fred Kerley Brandon Carnes Noah Lyles J.T. Smith*            | 37,38        | Itálie             | Jamajka               |

### Ženy
| Rok     | Místo     | Zlato | Výkon vítěze | Stříbro        | Bronz              |
| ------- | --------- | --- | ------------ | -------------- | ------------------ |
| MS 1983 | Helsinky  | NDR Silke Gladischová Marita Kochová Ingrid Auerswaldová Marlies Göhrová                                                 | 41,76        | Velká Británie | Jamajka            |
| MS 1987 | Řím       | USA Alice Brownová Diane Williamsová Florence Griffith-Joynerová Pam Marshallová                                         | 41,58        | NDR            | SSSR               |
| MS 1991 | Tokio     | Jamajka Dahlia Duhaneyová Juliet Cuthbertová Beverly McDonaldová Merlene Otteyová                                        | 41,94        | SSSR           | NSR                |
| MS 1993 | Stuttgart | Rusko Olga Bogoslovská Galina Malčuginová Natalja Voronovová Irina Privalovová                                           | 41,49        | USA            | Jamajka            |
| MS 1995 | Göteborg  | USA Celena Mondie-Milner Carlette Guidryová Chryste Gainesová Gwen Torrenceová                                           | 42,11        | Jamajka        | NSR                |
| MS 1997 | Athény    | USA Chryste Gainesová Marion Jonesová Inger Millerová Gail Deversová                                                     | 41,47        | Jamajka        | Francie            |
| MS 1999 | Sevilla   | Bahamy Savatheda Fynesová Chandra Sturrupová Pauline Davisová Debbie Ferguson                                            | 41,92        | Francie        | Jamajka            |
| MS 2001 | Edmonton  | Německo Melanie Paschkeová Gabi Rockmeierová Birgit Rockmeierová Marion Wagnerová                                        | 41,71        | Francie        | Jamajka            |
| MS 2003 | Paříž     | Francie Patricia Girardová Muriel Hurtisová Sylviane Félixová Christine Arronová                                         | 41,78        | USA            | Rusko              |
| MS 2005 | Helsinky  | USA Angela Daigleová Muna Leeová Me'Lisa Barberová Lauryn Williamsová                                                    | 41,78        | Jamajka        | Bělorusko          |
| MS 2007 | Ósaka     | USA Lauryn Williamsová Allyson Felixová Mikele Barberová Torri Edwardsová                                                | 41,98        | Jamajka        | Belgie             |
| MS 2009 | Berlín    | Jamajka Simone Faceyová Shelly-Ann Fraserová Aleen Baileyová Kerron Stewartová                                           | 42,06        | Bahamy         | Německo            |
| MS 2011 | Tegu      | USA Bianca Knightová Allyson Felixová Marshevet Myersová Carmelita Jeterová                                              | 41,56        | Jamajka        | Ukrajina           |
| MS 2013 | Moskva    | Jamajka Carrie Russellová Kerron Stewartová Schillonie Calvertová Shelly-Ann Fraserová-Pryceová                          | 41,29        | USA            | Velká Británie     |
| MS 2015 | Peking    | Jamajka Veronica Campbellová-Brownová Natasha Morrisonová Elaine Thompsonová Shelly-Ann Fraserová-Pryceová               | 41,07        | USA            | Trinidad a Tobago  |
| MS 2017 | Londýn    | USA Aaliyah Brown Allyson Felixová Morolake Akinosun Tori Bowieová Ariana Washington*                                    | 41,82        | Velká Británie | Jamajka            |
| MS 2019 | Dauhá     | Jamajka Natalliah Whyteová Shelly-Ann Fraserová-Pryceová Jonielle Smithová Natasha Morrisonová                           | 41,44        | Velká Británie | USA                |
| MS 2022 | Eugene    | USA Melissa Jeffersonová Abby Steinerová Jenna Prandiniová Twanisha Terryová Aleia Hobbsová*                             | 41,14        | Jamajka        | Německo            |
| MS 2023 | Budapešť  | USA Tamari Davisová Twanisha Terryová Gabrielle Thomasová Sha'Carri Richardsonová Tamara Clarková* Melissa Jeffersonová* | 41,03 – RMS  | Jamajka        | Spojené království |